# Pseudoxylomoea
Pseudoxylomoea là một chi bướm đêm thuộc họ Noctuidae.